# Schinus polygama
Schinus polygama là một loài thực vật có hoa trong họ Đào lộn hột. Loài này được (Cav.) Cabrera miêu tả khoa học đầu tiên năm 1937.

## Hình ảnh

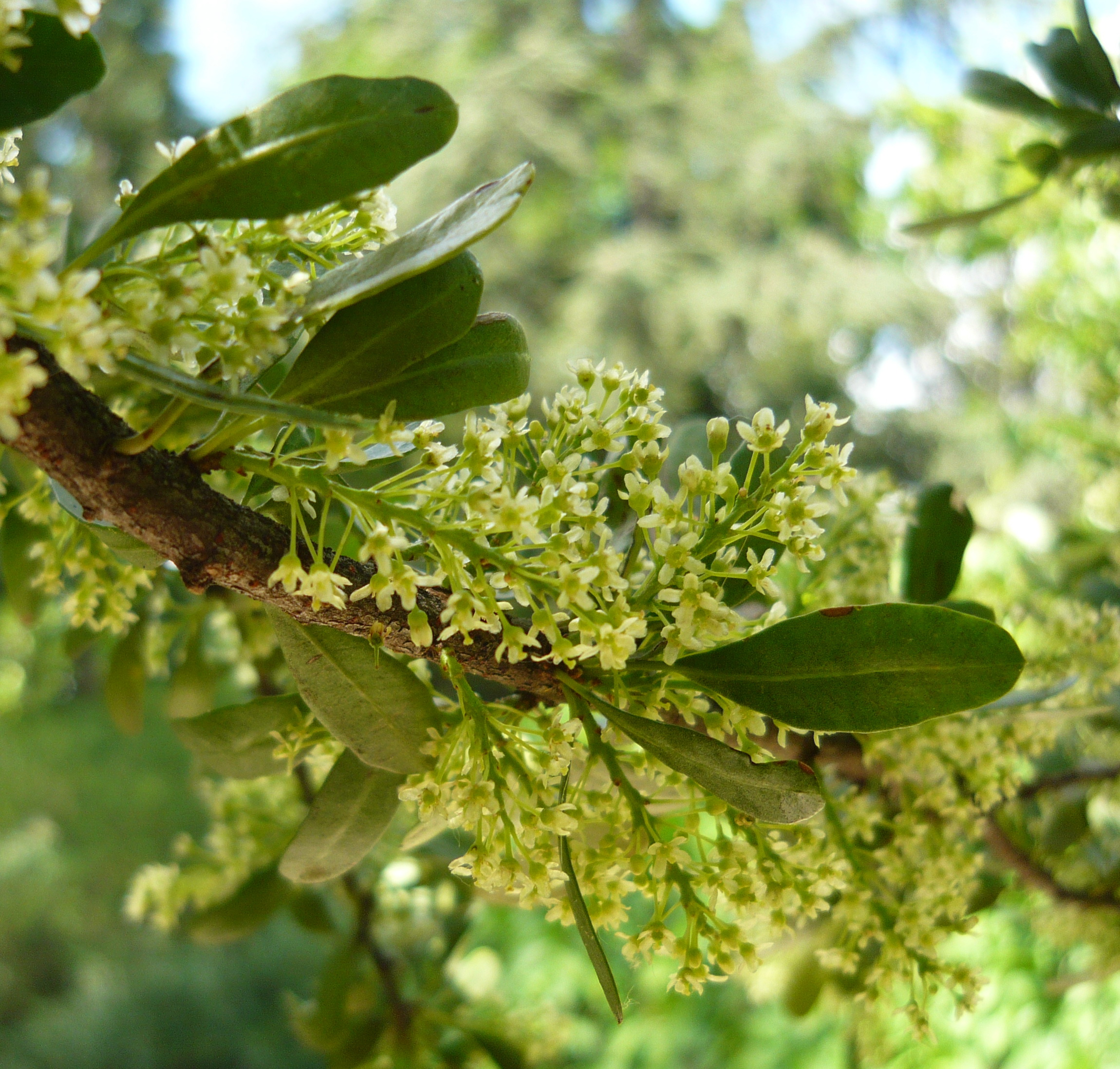
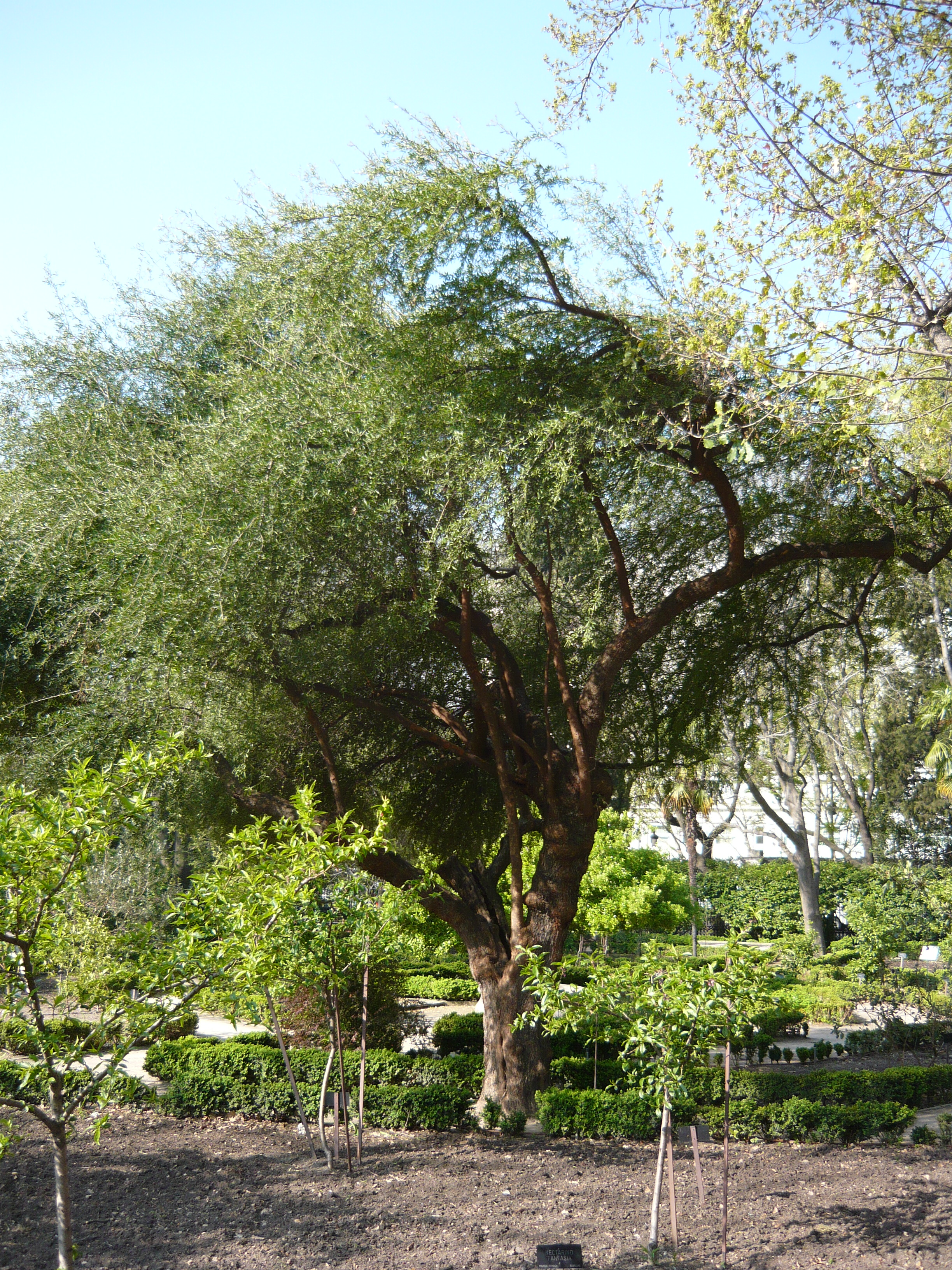